# Kings World Cup Clubs
Ne doit pas être confondu avec Kings League.
La Kings World Cup Clubs, initialement appelée Kings World Cup, est une compétition sportive mêlant football et divertissement. Inspirée du football à sept, elle possède des règles spécifiques tel que des cartes joker. Elle est organisée par la Kings League et est présidée par l'ancien footballeur Zlatan Ibrahimović. Elle a lieu au Mexique du 26 mai au 8 juin 2024 et est remportée par l'équipe espagnole des Porcinos FC d'Ibai Llanos.
La compétition voit s'opposer 32 équipes — dix équipes issues de la Kings League espagnole, dix autres de la Kings League américaine et douze équipes invitées — dans une première phase en système suisse puis dans une phase à élimination directe. Celle-ci se termine par un final four le 8 juin 2024 à l’Estadio BBVA de Monterrey. Chaque équipe peut compter jusqu'à treize joueurs, incluant trois joueurs invités.

## Préparation de l'évènement

### Contexte
En 2023, Gerard Piqué lance la Kings League en Espagne, une compétition alliant football et divertissement. Il s'agit d'une compétition de football à sept avec des nouvelles règles spécifiques dans le but de garantir le spectacle lors des rencontres. Pour augmenter l'attractivité de son projet, Piqué s'entoure de plusieurs personnalités : quelques-unes issues d'Internet, comme Ibai Llanos, mais aussi d'anciens joueurs internationaux de football comme Iker Casillas et Sergio Agüero, ayant chacun leur équipe dans la compétition, ou encore Ronaldinho, ayant fait des apparitions en tant que joueur invité. Forte de son succès, la compétition s'est exportée en Amérique, qui possède depuis sa propre compétition.
Dans la continuité de son développement, la Kings League présente en 2024 la Kings World Cup, une nouvelle compétition entre des équipes issues de la Kings League américaine et de la Kings League espagnole, ainsi que d'autres équipes en provenance de divers pays du monde et créées spécifiquement pour l'occasion. La compétition est présidée par l'ancien footballeur international suédois Zlatan Ibrahimović,.

### Aspect financier
L'équipe vainqueur de la compétition remportera un montant d'un million de dollars américains, soit 920 000 euros.

### Villes et stades
Jusqu'aux quarts de finale inclus, toutes les rencontres ont lieu à la Kings League Arena du quartier Coyoacán de Mexico, un hangar réservé pour la compétition. Le final four se déroule quant à lui à l'Estadio BBVA, à Monterrey,.

Stade BBVA de Monterrey
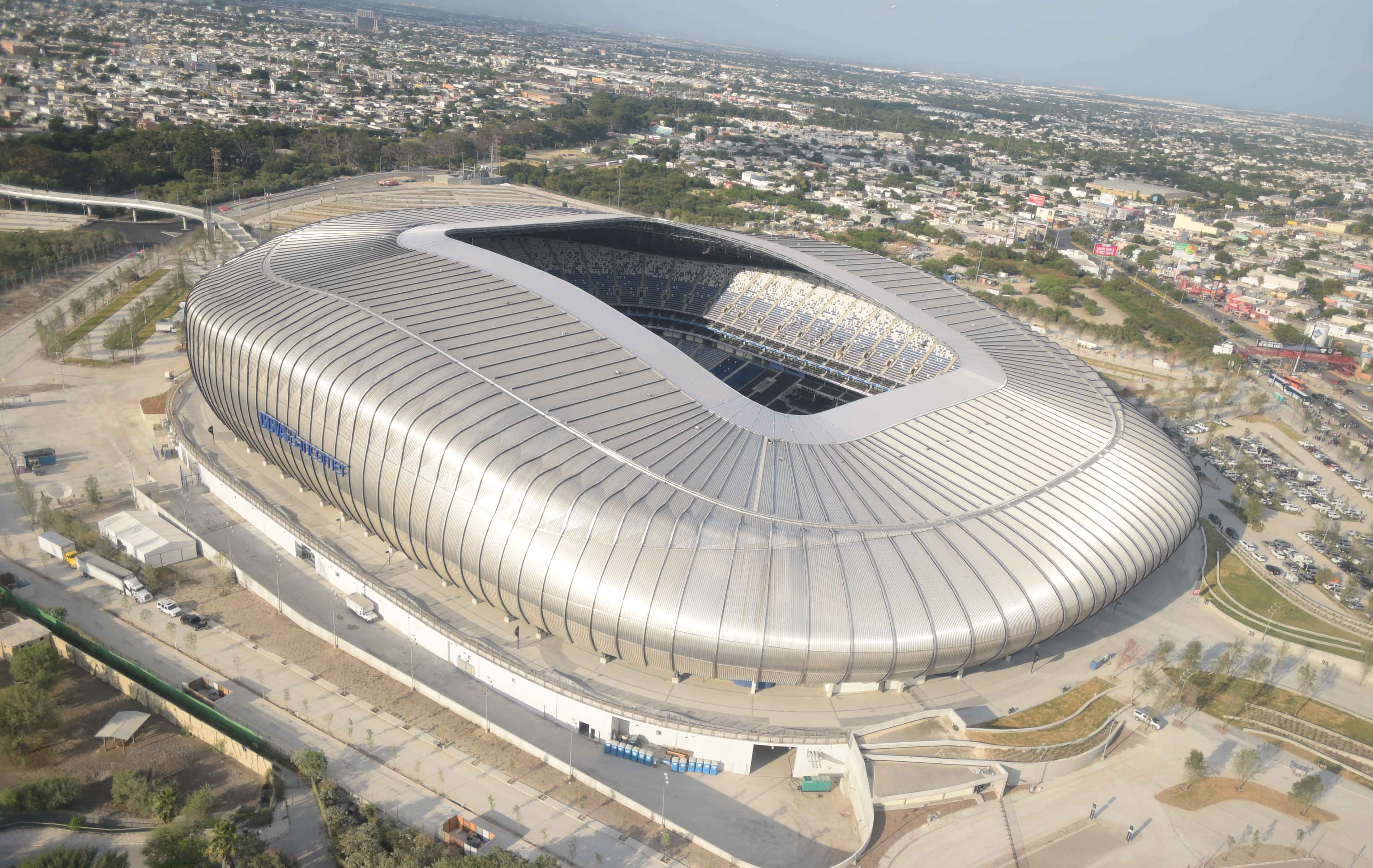
Vue extérieure
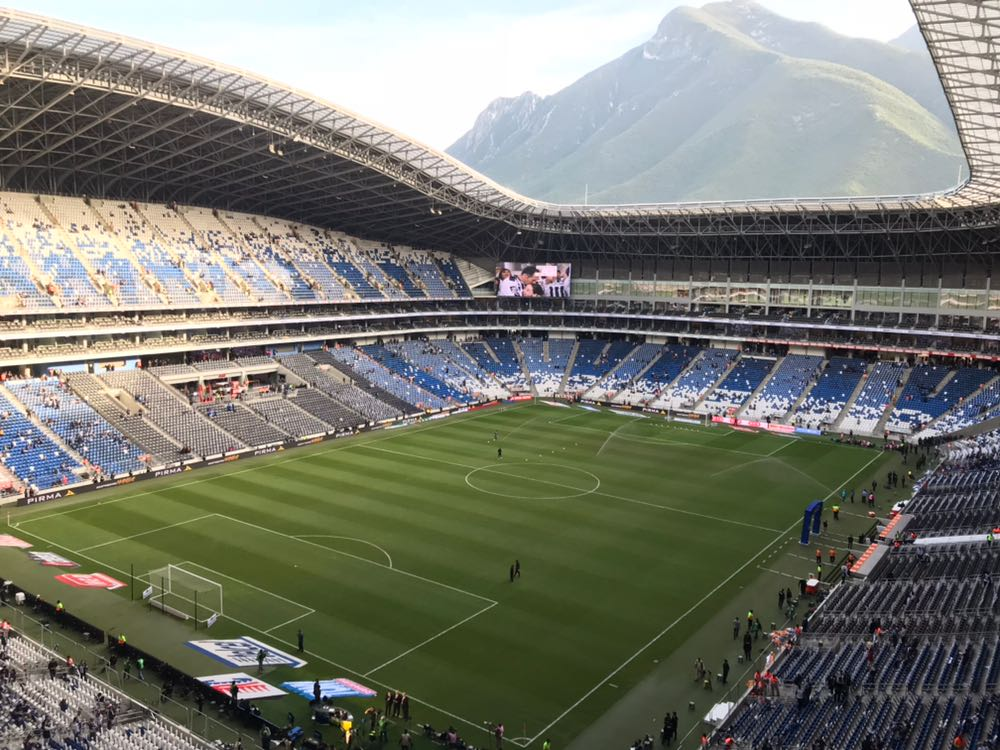
Vue intérieure

### Règlement
Les règles appliquées en match sont les mêmes que celles de la Kings League,,,.

## Qualifications
Les quatre équipes les moins bien classées des championnats de la Kings League espagnole et américaine s'affrontent dans un tour qualificatif nommé Redemption Games. Ces rencontres ont lieu le 25 mai 2024, la veille du début officiel de la compétition, et permettent de déterminer les quatre dernières équipes qualifiées pour la phase finale.
| Redemption Game 4         | Atlético Parceros FC | 0 - 7     | xBuyer Team |                  |                  |
| 25 mai 2024 12h00 (UTC-6) |                      | (0 - 4)   | 5e Pablo Beguer · 20+1e 20+2e 20+3e Roger Carbó · 29e Fuad El Amrani · 34e (pen.) Eric Ruiz (president) · 36e Juanma González | KL Arena, Mexico | KL Arena, Mexico |
| 25 mai 2024 12h00 (UTC-6) | Angellot Caro 23e    | (rapport) | 10e Pere Martínez · 12e Pau Llastarry                                                                                         | KL Arena, Mexico | KL Arena, Mexico |

| Redemption Game 1         | Club de Cuervos                                         | 2 - 1   | El Barrio                            |                  |                  |
| 25 mai 2024 13h00 (UTC-6) | José Azkenazi 21e · (president) Mercedes Roa 22e (pen.) | (0 - 1) | 6e (pen.) Adri Contreras (president) | KL Arena, Mexico | KL Arena, Mexico |
| 25 mai 2024 13h00 (UTC-6) | (rapport)                                               |         |                                      | KL Arena, Mexico | KL Arena, Mexico |

| Redemption Game 3         | Los Aliens FC                                                          | 5 - 2   | Rayo de Barcelona                                     |                  |                  |
| 25 mai 2024 14h00 (UTC-6) | Miguel Rebollo 20+1e 34e (x2) 38e · (president) Castro 1021 35e (pen.) | (1 - 1) | 20e Isaac Maldonado · 32e (pen.) Spursito (president) | KL Arena, Mexico | KL Arena, Mexico |
| 25 mai 2024 14h00 (UTC-6) | (rapport)                                                              |         |                                                       | KL Arena, Mexico | KL Arena, Mexico |

| Redemption Game 2         | Los Chamos                          | 1 - 6     | PIO FC |                  |                  |
| 25 mai 2024 15h00 (UTC-6) | José Medina 17e                     | (1 - 3)   | 3e Carlos Omabegho · 5e (pen.) Rubens Sambueza · 20+1e (s.o.) Iván López "Cokita" · 28e Jordi Cano · 30e (x2) Aaron Ropero | KL Arena, Mexico | KL Arena, Mexico |
| 25 mai 2024 15h00 (UTC-6) | Erick Sámano 16e · Diego Franco 39e | (rapport) | 15e Rubens Sambueza · 16e Víctor Mongil · 38e Iván López "Cokita"                                                          | KL Arena, Mexico | KL Arena, Mexico |

Les quatre équipes ne parvenant pas à se qualifier pour la phase finale sont : l'Atlético Parceros FC de James Rodriguez, le vainqueur de la première édition de la Kings League espagnole El Barrio, Los Chamos et le Rayo de Barcelona. Ce tour ne compte pas en termes de statistiques pour la compétition.

## Équipes participantes
La phase finale oppose 32 équipes qui sont qualifiées avec les attributions suivantes:
- 8 places pour les 8 meilleures équipes du championnat de la Kings League espagnole;
- 8 places pour les 8 meilleures équipes du championnat de la Kings League américaine;
- 4 places à se partager pour les équipes espagnoles et américaines restantes, distribuées au cours de la phase qualificative;
- 12 places pour les équipes invitées sous la dénomination de Wild Card.

Au total les deux championnats de Kings League qualifient 20 équipes, qui après les qualifications se répartissent ainsi: 10 équipes du championnat espagnol, et 10 équipes de celui américain.
Les équipes invitées proviennent de différents pays. Elles sont toutes présidées par des personnalités d'Internet, à l'exception d'une équipe présidée par le chanteur colombien Maluma. Certaines sont aussi co-présidées par des personnalités issues du football traditionnel, tel qu'Andriy Shevchenko, Mario Götze ou Francesco Totti.
Toutes les équipes sont composées au maximum de 13 joueurs, incluant 10 joueurs sélectionnés parmi des candidatures lors d'une draft, et jusqu'à 3 joueurs invités, que les présidents ont pu choisir librement. Les joueurs sous contrat avec un club professionnel ne sont pas autorisés à faire partie d'une équipe en tant que joueur, mais peuvent en être président.
| Équipe,                                                              | Président(e)(s)                                                      | Joueurs invités |
| Kings League espagnole (10 équipes, dont 2 via les Redemption Games) | Kings League espagnole (10 équipes, dont 2 via les Redemption Games) | Kings League espagnole (10 équipes, dont 2 via les Redemption Games) |
| -------------------------------------------------------------------- | -------------------------------------------------------------------- | --- |
| 1K FC                                                                | Iker Casillas                                                        | David Barral, Marc Torrejón, Iván Mateo |
| Aniquiladores FC                                                     | Juan Guarnizo                                                        | Javier Espinosa (en), Hugo Fraile (en), Gerard Verge |
| Jijantes FC                                                          | Gerard Romero                                                        | Nando Quesada (en), Sergio Juste (en), Diego Díaz |
| Kunisports                                                           | Sergio "Kun" Agüero                                                  | Nico Pareja, Jordi Gómez, Nicolás Gaitán |
| Los Troncos FC                                                       | Perxitaa                                                             | Carles Planas, Joan Verdú, Max Marcet |
| PIO FC (via les Redemption Games)                                    | Rivers (en)                                                          | Víctor Mongil (en), Rubens Sambueza, Jordi Cano |
| Porcinos FC                                                          | Ibai Llanos                                                          | Nadir Louah, Pablo Hernández, Adrián Lledó |
| Saiyans FC                                                           | TheGrefg                                                             | Martín Mantovani, Augusto Fernández, David López |
| Ultimate Móstoles                                                    | DjMaRiiO                                                             | Ferran "Coro" Corominas, Diego de la Mata, Alberto de la Bella |
| xBuyer Team (via les Redemption Games)                               | xBuyer MiniBuyer                                                     | Fuad El Amrani, Fernando Velillas, Pere Martínez (en) |
| Américas Kings League (10 équipes, dont 2 via les Redemption Games)  |                                                                      | |
| Club de Cuervos (via les Redemption Games)                           | Mercedes Roa                                                         | Max Levy, José Azkenazi |
| Galácticos del Caribe                                                | Los Futbolitos Alofoke                                               | Leandro Gómez, Daviz Junco, Gabriel Peñalba |
| Los Aliens FC (via les Redemption Games)                             | Castro 1021                                                          | David Cabrera (en), Miguel Rebollo, César Vallejo |
| Muchachos FC                                                         | Jero Freixas                                                         | Emanuel "Tito" Villa, Jonathan Orozco, Diego Martínez (en) |
| Olimpo United                                                        | Javier "Chicharito" Hernández                                        | Rodolfo Salinas (en), Marco Bueno, Mario Osuna (en) |
| Peluche Caligari                                                     | Alex Montiel Gabriel Montiel (en)                                    | Luis Lozoya (en), José Joaquín "Shaggy" Martínez (en), Mauricio Campos |
| Persas FC                                                            | Zeein                                                                | Antonio Monterde, Juan Peña, Juan López |
| Raniza FC                                                            | Alana Barcagamer                                                     | Osvaldo Martínez, Obed Martínez (en), Walter Ayoví |
| Real Titán FC                                                        | Germán Garmendia                                                     | Fran Hernández, Alberto García (en), Carlos Calvo (en) |
| West Santos FC                                                       | WestCOL Arcángel                                                     | Jhon Monsalve, Francisco Estrada (en), Fredy Rodríguez |
| WildCard (12 équipes)                                                |                                                                      | |
| Deptostra FC                                                         | Céline Dept Eden Hazard                                              | Nabil Jaadi, Ethan Hazard, Eden Hazard |
| FIVE FC                                                              | Rio Ferdinand Jeremy Lynch                                           | Jack "Street Panna" Downer, Anton Ferdinand, Jermaine Pennant |
| Foot2Rue                                                             | AmineMaTue                                                           | Samir Nasri, Jérémy Ménez |
| Furia F.C.                                                           | O Estagiário Falcão Neymar Jr.                                       | Marcelinho Urbano, Falcão, Matheus "Negrete" Nunes |
| G3X FC                                                               | Gaules (en)                                                          | Andreas Vaz, Bruno Agnello (en), Kelvin Oliveira |
| Limon FC                                                             | Elraenn Arda Turan                                                   | Serhat Kot (en), Memos Sözer, Mete Demir (en) |
| Medallo City                                                         | Maluma                                                               | Sergi Monsalve, Bernat Burguera, Jonathan Sánchez |
| Murash FC                                                            | Junichi Kato (en)                                                    | Itsuki Yamada (en), Daisuke Nasu, Shohei Moriyasu (en) |
| Stallions                                                            | Blur Francesco Totti                                                 | Francesco Totti, Radja Nainggolan, Emiliano Viviano |
| SXB FC                                                               | SHoNgxBoNg                                                           | Williams "Vassoura" Oliveira, Yasser al-Qahtani, Élton "Arábia" Gomes |
| UA Steel                                                             | Leb1ga (en) Andriy Shevchenko                                        | Yevhen Konoplyanka, Andriy Pyatov, Oleh Shelayev, Júnior Moraes, Darijo Srna, Marlos, Andriy Voronin, Artem Fedetskyi, Valeriy Fedorchuk (Comme expliqué par Gerard Piqué durant un live avec AmineMaTue, compte-tenu de la situation en Ukraine, tous les joueurs ont été sélectionnés, sans passer par la draft.) |
| Youniors F.C.                                                        | Younes (de) Mario Götze                                              | Julien Vercauteren, Besar Halimi (en), Daniel Brosinski |

En plus des joueurs invités, plusieurs joueurs professionnels sont présents : Yannis Salibur (Deptostra FC), l'international algérien Abdeljalil Medioub (Foot2Rue), l'international iranien Ashkan Dejagah (Youniors F.C.), l'international tunisien Änis Ben-Hatira (Youniors F.C.), Gustavo Guillén (en) (Peluche Caligari) ou encore l'ancien international uruguayen Álvaro Pereira (Real Titán FC).
La France est représentée par l'équipe Foot2Rue, nommée en référence à la série animée du même nom. Elle est présidée par AmineMaTue et entraînée par Saïd Dorbani de la chaîne YouTube Pieds Carrés. Driss Zidane, neveu de Zinedine Zidane, fait partie du staff. Après avoir reçu des milliers de candidatures, les dix joueurs sélectionnés via la draft sont Christian Nsapu, Allan Rakotovazaha, Melvin Bachelet, Salah Bouazza, Abdeljalil Medioub, Théo Chendri, Clément Goguey, Lucas Valeri, Yanis Barka et Amara Fofana. Samir Nasri et Jérémy Ménez complètent l'équipe en tant que joueurs invités. Adil Rami, initialement annoncé, s'est vu refuser sa participation par l'organisateur de la compétition pour problèmes administratifs. Paul Pogba et Hatem Ben Arfa ont aussi été approchés pour faire partie de l'équipe mais déclinent l'invitation,.

## Déroulement de la phase finale
La phase finale de la compétition oppose 32 équipes, d'abord par une phase à système suisse, puis, pour les 16 équipes restantes, par une phase à élimination directe,,.

### Phase à système suisse
Durant cette première phase, les équipes jouent chacune 2 ou 3 matchs et doivent réaliser 2 victoires pour accéder à la phase à élimination directe. Elle suit le format suivant :
- Un premier tour, nommé Round 1, est composé de 16 rencontres tirées au sort.
- Un second tour, nommé Round 2, se décompose en 2 branches :
  - La branche des vainqueurs regroupe les équipes ayant remportées leur premier tour. Les équipes qui gagnent ce second tour sont directement qualifiées pour la phase suivante. Les équipes qui le perdent accèdent au Last Chance Round.
  - La branche des perdants regroupe les équipes ayant perdu leur premier tour. Les équipes qui gagnent ce second tour accèdent au Last Chance Round. Les équipes qui le perdent sont éliminées de la compétition.
- Un troisième tour, nommé Last Chance Round, regroupe les équipes comptant 1 victoire et 1 défaite. Comme son nom l'indique, il constitue la dernière possibilité d'accéder à la phase suivante. Les équipes gagnantes sont qualifiées, les perdantes sont éliminées.

#### Round 1
Le premier tour se déroule du 26 au 28 mai.
| Round 1 - H (Match 1)     | Youniors F.C.       | 0 - 2 | Saiyans FC                              |                  |                  |
| 26 mai 2024 11h00 (UTC-6) |                     |       | 20+1e Pablo Fernández · 39e TheGrefg    | KL Arena, Mexico | KL Arena, Mexico |
| 26 mai 2024 11h00 (UTC-6) | Max Dombrowka 40+2e |       | 31e David López · 34e Augusto Fernández | KL Arena, Mexico | KL Arena, Mexico |

| Round 1 - I (Match 2)     | Peluche Caligari | 5 - 4   | Deptostra FC                                                               |                  |                  |
| 26 mai 2024 12h00 (UTC-6) | Mauricio Campos 12e · Ismael Valadez 16e · José Joaquín 'Shaggy' Martínez 20+1e · Gustavo 'Furby' Guillén · Alex Montiel 39e | (3 - 2) | 20e Nabil Jaadi · 20+2e Dario Oger · 21e Jordy Gillekens · 39e Celine Dept | KL Arena, Mexico | KL Arena, Mexico |
| 26 mai 2024 12h00 (UTC-6) | Gustavo 'Furby' Guillén 19e                                                                                                  |         | 26e Viktor Boone · 27e Jordy Gillekens                                     | KL Arena, Mexico | KL Arena, Mexico |

| Round 1 - O (Match 3)     | SXB FC | 3 - 2 | Persas FC |                  |                  |
| 26 mai 2024 13h00 (UTC-6) |        |       |           | KL Arena, Mexico | KL Arena, Mexico |

| Round 1 - C (Match 4)     | UA Steel | 0 - 4 | G3X FC |                  |                  |
| 26 mai 2024 14h00 (UTC-6) |          |       |        | KL Arena, Mexico | KL Arena, Mexico |

| Round 1 - B (Match 5)     | Stallions | 3 - 2 | Medallo City |                  |                  |
| 26 mai 2024 15h00 (UTC-6) |           |       |              | KL Arena, Mexico | KL Arena, Mexico |

| Round 1 - L (Match 6)     | West Santos FC    | 2 - 2 2 - 3 t. a. b. | Aniquiladores FC |                  |                  |
| 26 mai 2024 16h00 (UTC-6) |                   |                      |                  | KL Arena, Mexico | KL Arena, Mexico |
| 26 mai 2024 16h00 (UTC-6) | Tirs au but 2 - 3 |                      |                  | KL Arena, Mexico | KL Arena, Mexico |

| Round 1 - J (Match 9)     | Foot2Rue          | 5 - 5 2 - 1 t. a. b. | PIO FC |                  |                  |
| 27 mai 2024 14h00 (UTC-6) |                   |                      |        | KL Arena, Mexico | KL Arena, Mexico |
| 27 mai 2024 14h00 (UTC-6) | Tirs au but 2 - 1 |                      |        | KL Arena, Mexico | KL Arena, Mexico |

| Round 1 - N (Match 10)    | FIVE FC | 5 - 6 | Kunisports |                  |                  |
| 27 mai 2024 15h00 (UTC-6) |         |       |            | KL Arena, Mexico | KL Arena, Mexico |

| Round 1 - G (Match 11)    | Porcinos FC | 7 - 4 | Muchachos FC |                  |                  |
| 27 mai 2024 16h00 (UTC-6) |             |       |              | KL Arena, Mexico | KL Arena, Mexico |

| Round 1 - K (Match 12)    | 1K FC | 2 - 3 | Club de Cuervos |                  |                  |
| 27 mai 2024 17h00 (UTC-6) |       |       |                 | KL Arena, Mexico | KL Arena, Mexico |

| Round 1 - A (Match 7)*    | Olimpo United | 1 - 6 | Furia F.C. |                  |                  |
| 27 mai 2024 18h00 (UTC-6) |               |       |            | KL Arena, Mexico | KL Arena, Mexico |

| Round 1 - D (Match 8)*    | Murash FC | 4 - 10 | Raniza FC |                  |                  |
| 27 mai 2024 19h00 (UTC-6) |           |        |           | KL Arena, Mexico | KL Arena, Mexico |

| Round 1 - M (Match 13)    | Jijantes FC | 1 - 3 | Limon FC |                  |                  |
| 28 mai 2024 14h00 (UTC-6) |             |       |          | KL Arena, Mexico | KL Arena, Mexico |

| Round 1 - F (Match 14)    | Los Aliens FC | 4 - 5 | Ultimate Móstoles |                  |                  |
| 28 mai 2024 15h00 (UTC-6) |               |       |                   | KL Arena, Mexico | KL Arena, Mexico |

| Round 1 - P (Match 15)    | xBuyer Team | 7 - 6 | Galácticos del Caribe |                  |                  |
| 28 mai 2024 16h00 (UTC-6) |             |       |                       | KL Arena, Mexico | KL Arena, Mexico |

| Round 1 - E (Match 16)    | Los Troncos FC    | 5 - 5 1 - 0 t. a. b. | Real Titán FC |                  |                  |
| 28 mai 2024 17h00 (UTC-6) |                   |                      |               | KL Arena, Mexico | KL Arena, Mexico |
| 28 mai 2024 17h00 (UTC-6) | Tirs au but 1 - 0 |                      |               | KL Arena, Mexico | KL Arena, Mexico |

Note : les rencontres A et D, initialement prévues pour le 26 mai, ont été déplacées au 27 mai pour cause d'orages ayant impacté le réseau électrique de la KL Arena.

#### Round 2
Le second tour se déroule du 29 au 31 mai.
Branche des vainqueurs
| Round 2 - 5 (Match 18)*   | Peluche Caligari  | 5 - 5 3 - 2 t. a. b. | Foot2Rue |                  |                  |
| 29 mai 2024 14h00 (UTC-6) |                   |                      |          | KL Arena, Mexico | KL Arena, Mexico |
| 29 mai 2024 14h00 (UTC-6) | Tirs au but 3 - 2 |                      |          | KL Arena, Mexico | KL Arena, Mexico |

| Round 2 - 1 (Match 20)*   | Furia F.C. | 2 - 1 | Stallions |                  |                  |
| 29 mai 2024 16h00 (UTC-6) |            |       |           | KL Arena, Mexico | KL Arena, Mexico |

| Round 2 - 4 (Match 21)    | Porcinos FC | 6 - 5 | Saiyans FC |                  |                  |
| 30 mai 2024 14h00 (UTC-6) |             |       |            | KL Arena, Mexico | KL Arena, Mexico |

| Round 2 - 8 (Match 23)    | SXB FC            | 2 - 2 2 - 3 t. a. b. | xBuyer Team |                  |                  |
| 30 mai 2024 16h00 (UTC-6) |                   |                      |             | KL Arena, Mexico | KL Arena, Mexico |
| 30 mai 2024 16h00 (UTC-6) | Tirs au but 2 - 3 |                      |             | KL Arena, Mexico | KL Arena, Mexico |

| Round 2 - 6 (Match 25)    | Club de Cuervos   | 1 - 1 1 - 2 t. a. b. | Aniquiladores FC |                  |                  |
| 30 mai 2024 18h00 (UTC-6) |                   |                      |                  | KL Arena, Mexico | KL Arena, Mexico |
| 30 mai 2024 18h00 (UTC-6) | Tirs au but 1 - 2 |                      |                  | KL Arena, Mexico | KL Arena, Mexico |

| Round 2 - 7 (Match 27)    | Limon FC | 2 - 3 | Kunisports |                  |                  |
| 31 mai 2024 14h00 (UTC-6) |          |       |            | KL Arena, Mexico | KL Arena, Mexico |

| Round 2 - 3 (Match 29)    | Los Troncos FC | 6 - 3 | Ultimate Móstoles |                  |                  |
| 31 mai 2024 16h00 (UTC-6) |                |       |                   | KL Arena, Mexico | KL Arena, Mexico |

| Round 2 - 2 (Match 31)    | G3X FC | 5 - 2 | Raniza FC |                  |                  |
| 31 mai 2024 18h00 (UTC-6) |        |       |           | KL Arena, Mexico | KL Arena, Mexico |

Branche des perdants
| Round 2 - 13 (Match 17)*  | Deptostra FC | 3 - 4 | PIO FC |                  |                  |
| 29 mai 2024 15h00 (UTC-6) |              |       |        | KL Arena, Mexico | KL Arena, Mexico |

| Round 2 - 9 (Match 19)*   | Olimpo United | 8 - 0 | Medallo City |                  |                  |
| 29 mai 2024 17h00 (UTC-6) |               |       |              | KL Arena, Mexico | KL Arena, Mexico |

| Round 2 - 12 (Match 22)   | Muchachos FC | 4 - 1 | Youniors F.C. |                  |                  |
| 30 mai 2024 15h00 (UTC-6) |              |       |               | KL Arena, Mexico | KL Arena, Mexico |

| Round 2 - 16 (Match 24)   | Persas FC | 2 - 1 | Galácticos del Caribe |                  |                  |
| 30 mai 2024 17h00 (UTC-6) |           |       |                       | KL Arena, Mexico | KL Arena, Mexico |

| Round 2 - 14 (Match 26)   | 1K FC | 6 - 5 | West Santos FC |                  |                  |
| 30 mai 2024 19h00 (UTC-6) |       |       |                | KL Arena, Mexico | KL Arena, Mexico |

| Round 2 - 15 (Match 28) Annulé | Jijantes FC | 3 - 0 (Tapis vert) | FIVE FC |                  |                  |
| 31 mai 2024 15h00 (UTC-6)      |             |                    |         | KL Arena, Mexico | KL Arena, Mexico |

| Round 2 - 11 (Match 30)   | Real Titán FC | 4 - 5 | Los Aliens FC |                  |                  |
| 31 mai 2024 17h00 (UTC-6) |               |       |               | KL Arena, Mexico | KL Arena, Mexico |

| Round 2 - 10 (Match 32)   | UA Steel | 1 - 9 | Murash FC |                  |                  |
| 31 mai 2024 19h00 (UTC-6) |          |       |           | KL Arena, Mexico | KL Arena, Mexico |

Note : plusieurs rencontres du 29 mai ont été interverties dans le calendrier : celle entre Peluche Caligari et Foot2Rue, celle entre Deptostra FC et PIO FC, celle entre Furia F.C. et Stallions et celle entre Olimpo United et Medallo City.

#### Last Chance Round
Le troisième tour se déroule le 2 juin 2024.
| Last Chance - 3 (Match 39)* | Ultimate Móstoles | 7 - 1 | 1K FC |                  |                  |
| 2 juin 2024 11h00 (UTC-6)   |                   |       |       | KL Arena, Mexico | KL Arena, Mexico |

| Last Chance - 5 (Match 36)* | Foot2Rue          | 4 - 4 3 - 4 t. a. b. | Muchachos FC |                  |                  |
| 2 juin 2024 12h00 (UTC-6)   |                   |                      |              | KL Arena, Mexico | KL Arena, Mexico |
| 2 juin 2024 12h00 (UTC-6)   | Tirs au but 3 - 4 |                      |              | KL Arena, Mexico | KL Arena, Mexico |

| Last Chance - 8 (Match 38)* | SXB FC | 0 - 3 | Olimpo United |                  |                  |
| 2 juin 2024 13h00 (UTC-6)   |        |       |               | KL Arena, Mexico | KL Arena, Mexico |

| Last Chance - 1 (Match 37)* | Stallions | 2 - 0 | Persas FC |                  |                  |
| 2 juin 2024 14h00 (UTC-6)   |           |       |           | KL Arena, Mexico | KL Arena, Mexico |

| Last Chance - 4 (Match 35)* | Saiyans FC | 4 - 3 | PIO FC |                  |                  |
| 2 juin 2024 15h00 (UTC-6)   |            |       |        | KL Arena, Mexico | KL Arena, Mexico |

| Last Chance - 7 (Match 34)* | Limon FC | 2 - 0 | Murash FC |                  |                  |
| 2 juin 2024 16h00 (UTC-6)   |          |       |           | KL Arena, Mexico | KL Arena, Mexico |

| Last Chance - 2 (Match 33)* | Raniza FC | 3 - 4 | Jijantes FC |                  |                  |
| 2 juin 2024 17h00 (UTC-6)   |           |       |             | KL Arena, Mexico | KL Arena, Mexico |

| Last Chance - 6 (Match 40) | Club de Cuervos | 1 - 5 | Los Aliens FC |                  |                  |
| 2 juin 2024 18h00 (UTC-6)  |                 |       |               | KL Arena, Mexico | KL Arena, Mexico |

Note : la majorité des rencontres ont été reprogrammées par rapport au calendrier d'origine. Les rencontres entre Raniza FC et Jijantes FC, et entre Ultimate Móstoles et 1K FC ont été interverties dans le calendrier. La rencontre entre Limon FC et Murash FC est déplacée de 12h00 à 16h00, celle entre Saiyans FC et PIO FC passe de 13h00 à 15h00, celle entre Foot2Rue et Muchachos FC, initialement prévue à 14h00, est avancée à 12h00, celle entre Stallions et Persas FC est déplacée de 15h00 à 14h00, et enfin celle entre SXB FC et Olimpo United est déplacée de 16h00 à 13h00.

### Phase à élimination directe
Cette seconde phase à élimination directe regroupe les 16 équipes qualifiées lors de la phase précédente. Après les deux premiers tours (huitièmes de finale et quarts de finale), les deux derniers tours constituent un final four qui se dispute le même jour.
Le tirage au sort des rencontres a lieu le 2 juin, avant les matches de Last Chance.

#### Tableau final
|  | Huitièmes de finale KL Arena, Mexico | Huitièmes de finale KL Arena, Mexico |             |       | Quarts de finale KL Arena, Mexico | Quarts de finale KL Arena, Mexico |  |  | Demi-finales Stade BBVA, Monterrey | Demi-finales Stade BBVA, Monterrey |  |  | Finale Stade BBVA, Monterrey | Finale Stade BBVA, Monterrey |
|  | Huitièmes de finale KL Arena, Mexico | Huitièmes de finale KL Arena, Mexico |             |       | Quarts de finale KL Arena, Mexico | Quarts de finale KL Arena, Mexico |  |  | Demi-finales Stade BBVA, Monterrey | Demi-finales Stade BBVA, Monterrey |  |  | Finale Stade BBVA, Monterrey | Finale Stade BBVA, Monterrey |
|  |                                      |                                      |             |       |                                   |                                   |  |  |                                    |                                    |  |  |                              |                              |
|  | 5 juin, 15h00 (UTC-6)                | 5 juin, 15h00 (UTC-6)                |             |       | 6 juin, 14h00 (UTC-6)             | 6 juin, 14h00 (UTC-6)             |  |  | 8 juin, 19h30 (UTC-6)              | 8 juin, 19h30 (UTC-6)              |  |  | 8 juin, 22h30 (UTC-6)        | 8 juin, 22h30 (UTC-6)        |
|  | 5 juin, 15h00 (UTC-6)                | 5 juin, 15h00 (UTC-6)                |             |       | 6 juin, 14h00 (UTC-6)             | 6 juin, 14h00 (UTC-6)             |  |  | 8 juin, 19h30 (UTC-6)              | 8 juin, 19h30 (UTC-6)              |  |  | 8 juin, 22h30 (UTC-6)        | 8 juin, 22h30 (UTC-6)        |
|  | Peluche Caligari                     | 3                                    |             |       | 6 juin, 14h00 (UTC-6)             | 6 juin, 14h00 (UTC-6)             |  |  | 8 juin, 19h30 (UTC-6)              | 8 juin, 19h30 (UTC-6)              |  |  | 8 juin, 22h30 (UTC-6)        | 8 juin, 22h30 (UTC-6)        |
|  | Peluche Caligari                     | 3                                    |             |       | 6 juin, 14h00 (UTC-6)             | 6 juin, 14h00 (UTC-6)             |  |  | 8 juin, 19h30 (UTC-6)              | 8 juin, 19h30 (UTC-6)              |  |  | 8 juin, 22h30 (UTC-6)        | 8 juin, 22h30 (UTC-6)        |
|  | Limon FC                             | 4                                    |             |       | 6 juin, 14h00 (UTC-6)             | 6 juin, 14h00 (UTC-6)             |  |  | 8 juin, 19h30 (UTC-6)              | 8 juin, 19h30 (UTC-6)              |  |  | 8 juin, 22h30 (UTC-6)        | 8 juin, 22h30 (UTC-6)        |
|  | Limon FC                             | 4                                    | Limon FC    | 3     |                                   |                                   |  |  | 8 juin, 19h30 (UTC-6)              | 8 juin, 19h30 (UTC-6)              |  |  | 8 juin, 22h30 (UTC-6)        | 8 juin, 22h30 (UTC-6)        |
|  | 5 juin, 14h00 (UTC-6)                |                                      | Limon FC    | 3     |                                   |                                   |  |  | 8 juin, 19h30 (UTC-6)              | 8 juin, 19h30 (UTC-6)              |  |  | 8 juin, 22h30 (UTC-6)        | 8 juin, 22h30 (UTC-6)        |
|  |                                      | Porcinos FC                          | 4           |       |                                   |                                   |  |  | 8 juin, 19h30 (UTC-6)              | 8 juin, 19h30 (UTC-6)              |  |  | 8 juin, 22h30 (UTC-6)        | 8 juin, 22h30 (UTC-6)        |
|  | Porcinos FC                          | Porcinos FC                          | 4           | 5     |                                   |                                   |  |  | 8 juin, 19h30 (UTC-6)              | 8 juin, 19h30 (UTC-6)              |  |  | 8 juin, 22h30 (UTC-6)        | 8 juin, 22h30 (UTC-6)        |
|  | Porcinos FC                          | 6 juin, 15h00 (UTC-6)                |             | 5     |                                   |                                   |  |  | 8 juin, 19h30 (UTC-6)              | 8 juin, 19h30 (UTC-6)              |  |  | 8 juin, 22h30 (UTC-6)        | 8 juin, 22h30 (UTC-6)        |
|  | Stallions                            | 3                                    |             |       |                                   |                                   |  |  | 8 juin, 19h30 (UTC-6)              | 8 juin, 19h30 (UTC-6)              |  |  | 8 juin, 22h30 (UTC-6)        | 8 juin, 22h30 (UTC-6)        |
|  | Stallions                            | 3                                    | Porcinos FC | 7     |                                   |                                   |  |  |                                    |                                    |  |  | 8 juin, 22h30 (UTC-6)        | 8 juin, 22h30 (UTC-6)        |
|  | 5 juin, 16h00 (UTC-6)                |                                      | Porcinos FC | 7     |                                   |                                   |  |  |                                    |                                    |  |  | 8 juin, 22h30 (UTC-6)        | 8 juin, 22h30 (UTC-6)        |
|  |                                      | xBuyer Team                          | 3           |       |                                   |                                   |  |  |                                    |                                    |  |  | 8 juin, 22h30 (UTC-6)        | 8 juin, 22h30 (UTC-6)        |
|  | xBuyer Team                          | xBuyer Team                          | 3           | 4     |                                   |                                   |  |  |                                    |                                    |  |  | 8 juin, 22h30 (UTC-6)        | 8 juin, 22h30 (UTC-6)        |
|  | xBuyer Team                          | 8 juin, 20h45 (UTC-6)                |             | 4     |                                   |                                   |  |  |                                    |                                    |  |  | 8 juin, 22h30 (UTC-6)        | 8 juin, 22h30 (UTC-6)        |
|  | Jijantes FC                          | 3                                    |             |       |                                   |                                   |  |  |                                    |                                    |  |  | 8 juin, 22h30 (UTC-6)        | 8 juin, 22h30 (UTC-6)        |
|  | Jijantes FC                          | 3                                    | xBuyer Team | 9     |                                   |                                   |  |  |                                    |                                    |  |  | 8 juin, 22h30 (UTC-6)        | 8 juin, 22h30 (UTC-6)        |
|  | 5 juin, 17h00 (UTC-6)                |                                      | xBuyer Team | 9     |                                   |                                   |  |  |                                    |                                    |  |  | 8 juin, 22h30 (UTC-6)        | 8 juin, 22h30 (UTC-6)        |
|  |                                      | Los Troncos FC                       | 4           |       |                                   |                                   |  |  |                                    |                                    |  |  | 8 juin, 22h30 (UTC-6)        | 8 juin, 22h30 (UTC-6)        |
|  | Los Troncos FC                       | Los Troncos FC                       | 4           | 5     |                                   |                                   |  |  |                                    |                                    |  |  | 8 juin, 22h30 (UTC-6)        | 8 juin, 22h30 (UTC-6)        |
|  | Los Troncos FC                       | 6 juin, 16h00 (UTC-6)                |             | 5     |                                   |                                   |  |  |                                    |                                    |  |  | 8 juin, 22h30 (UTC-6)        | 8 juin, 22h30 (UTC-6)        |
|  | Los Aliens FC                        | 4                                    |             |       |                                   |                                   |  |  |                                    |                                    |  |  | 8 juin, 22h30 (UTC-6)        | 8 juin, 22h30 (UTC-6)        |
|  | Los Aliens FC                        | 4                                    | Porcinos FC | 5     |                                   |                                   |  |  |                                    |                                    |  |  |                              |                              |
|  | 4 juin, 14h00 (UTC-6)                |                                      | Porcinos FC | 5     |                                   |                                   |  |  |                                    |                                    |  |  |                              |                              |
|  |                                      | G3X FC                               | 3           |       |                                   |                                   |  |  |                                    |                                    |  |  |                              |                              |
|  | Aniquiladores FC                     | G3X FC                               | 3           | 5 (0) |                                   |                                   |  |  |                                    |                                    |  |  |                              |                              |
|  | Aniquiladores FC                     |                                      |             | 5 (0) |                                   |                                   |  |  |                                    |                                    |  |  |                              |                              |
|  | Saiyans FC                           | 5 (2)                                |             |       |                                   |                                   |  |  |                                    |                                    |  |  |                              |                              |
|  | Saiyans FC                           | 5 (2)                                | Saiyans FC  | 4     |                                   |                                   |  |  |                                    |                                    |  |  |                              |                              |
|  | 4 juin, 15h00 (UTC-6)                |                                      | Saiyans FC  | 4     |                                   |                                   |  |  |                                    |                                    |  |  |                              |                              |
|  |                                      | Olimpo United                        | 3           |       |                                   |                                   |  |  |                                    |                                    |  |  |                              |                              |
|  | Kunisports                           | Olimpo United                        | 3           | 2     |                                   |                                   |  |  |                                    |                                    |  |  |                              |                              |
|  | Kunisports                           | 6 juin, 17h00 (UTC-6)                |             | 2     |                                   |                                   |  |  |                                    |                                    |  |  |                              |                              |
|  | Olimpo United                        | 4                                    |             |       |                                   |                                   |  |  |                                    |                                    |  |  |                              |                              |
|  | Olimpo United                        | 4                                    | Saiyans FC  | 3     |                                   |                                   |  |  |                                    |                                    |  |  |                              |                              |
|  | 4 juin, 17h00 (UTC-6)                |                                      | Saiyans FC  | 3     |                                   |                                   |  |  |                                    |                                    |  |  |                              |                              |
|  |                                      | G3X FC                               | 6           |       |                                   |                                   |  |  |                                    |                                    |  |  |                              |                              |
|  | Furia F.C.                           | G3X FC                               | 6           | 7     |                                   |                                   |  |  |                                    |                                    |  |  |                              |                              |
|  | Furia F.C.                           |                                      |             | 7     |                                   |                                   |  |  |                                    |                                    |  |  |                              |                              |
|  | Muchachos FC                         | 3                                    |             |       |                                   |                                   |  |  |                                    |                                    |  |  |                              |                              |
|  | Muchachos FC                         | 3                                    | Furia F.C.  | 3     |                                   |                                   |  |  |                                    |                                    |  |  |                              |                              |
|  | 4 juin, 16h00 (UTC-6)                |                                      | Furia F.C.  | 3     |                                   |                                   |  |  |                                    |                                    |  |  |                              |                              |
|  |                                      | G3X FC                               | 5           |       |                                   |                                   |  |  |                                    |                                    |  |  |                              |                              |
|  | G3X FC                               | G3X FC                               | 5           | 4     |                                   |                                   |  |  |                                    |                                    |  |  |                              |                              |
|  | G3X FC                               |                                      |             | 4     |                                   |                                   |  |  |                                    |                                    |  |  |                              |                              |
|  | Ultimate Móstoles                    | 3                                    |             |       |                                   |                                   |  |  |                                    |                                    |  |  |                              |                              |
|  | Ultimate Móstoles                    | 3                                    |             |       |                                   |                                   |  |  |                                    |                                    |  |  |                              |                              |

#### Huitièmes de finale
Les huitièmes de finale se déroulent les 4 et 5 juin 2024.
| Huitième de finale 5 (Match 45) | Aniquiladores FC  | 5 - 5 0 - 2 t. a. b. | Saiyans FC |                  |                  |
| 4 juin 2024 14h00 (UTC-6)       |                   |                      |            | KL Arena, Mexico | KL Arena, Mexico |
| 4 juin 2024 14h00 (UTC-6)       | Tirs au but 0 - 2 |                      |            | KL Arena, Mexico | KL Arena, Mexico |

| Huitième de finale 6 (Match 46) | Kunisports | 2 - 4 | Olimpo United |                  |                  |
| 4 juin 2024 15h00 (UTC-6)       |            |       |               | KL Arena, Mexico | KL Arena, Mexico |

| Huitième de finale 8 (Match 48) | G3X FC | 4 - 3 | Ultimate Móstoles |                  |                  |
| 4 juin 2024 16h00 (UTC-6)       |        |       |                   | KL Arena, Mexico | KL Arena, Mexico |

| Huitième de finale 7 (Match 47) | Furia F.C. | 7 - 3 | Muchachos FC |                  |                  |
| 4 juin 2024 17h00 (UTC-6)       |            |       |              | KL Arena, Mexico | KL Arena, Mexico |

| Huitième de finale 2 (Match 42) | Porcinos FC | 5 - 3 | Stallions |                  |                  |
| 5 juin 2024 14h00 (UTC-6)       |             |       |           | KL Arena, Mexico | KL Arena, Mexico |

| Huitième de finale 1 (Match 41) | Peluche Caligari | 3 - 4 | Limon FC |                  |                  |
| 5 juin 2024 15h00 (UTC-6)       |                  |       |          | KL Arena, Mexico | KL Arena, Mexico |

| Huitième de finale 3 (Match 43) | xBuyer Team | 4 - 3 | Jijantes FC |                  |                  |
| 5 juin 2024 16h00 (UTC-6)       |             |       |             | KL Arena, Mexico | KL Arena, Mexico |

| Huitième de finale 4 (Match 44) | Los Troncos FC | 5 - 4 | Los Aliens FC |                  |                  |
| 5 juin 2024 17h00 (UTC-6)       |                |       |               | KL Arena, Mexico | KL Arena, Mexico |

#### Quarts de finale
Les quarts de finale se déroulent le 6 juin 2024.
| Quart de finale 1 (Match 49) | Limon FC | 3 - 4 | Porcinos FC |                  |                  |
| 6 juin 2024 14h00 (UTC-6)    |          |       |             | KL Arena, Mexico | KL Arena, Mexico |

| Quart de finale 2 (Match 50) | xBuyer Team | 9 - 4 | Los Troncos FC |                  |                  |
| 6 juin 2024 15h00 (UTC-6)    |             |       |                | KL Arena, Mexico | KL Arena, Mexico |

| Quart de finale 3 (Match 51) | Saiyans FC | 4 - 3 | Olimpo United |                  |                  |
| 6 juin 2024 16h00 (UTC-6)    |            |       |               | KL Arena, Mexico | KL Arena, Mexico |

| Quart de finale 4 (Match 52) | Furia F.C. | 3 - 5 | G3X FC |                  |                  |
| 6 juin 2024 17h00 (UTC-6)    |            |       |        | KL Arena, Mexico | KL Arena, Mexico |

#### Demi-finales
Les demi-finales se déroulent le 8 juin 2024.
| Demi-finale 1 (Match 53)  | Porcinos FC | 7 - 3 | xBuyer Team |                       |                       |
| 8 juin 2024 19h30 (UTC-6) |             |       |             | Stade BBVA, Monterrey | Stade BBVA, Monterrey |

| Demi-finale 2 (Match 54)  | Saiyans FC | 3 - 6 | G3X FC |                       |                       |
| 8 juin 2024 20h45 (UTC-6) |            |       |        | Stade BBVA, Monterrey | Stade BBVA, Monterrey |

Note : les deux demi-finales changent d'horaire le 7 juin, la première étant avancée de 20h à 19h30, et la seconde de 21h30 à 20h45.

#### Finale
La finale se déroule le 8 juin 2024.
| Finale (Match 55)         | Porcinos FC | 5 - 3 | G3X FC |                       |                       |
| 8 juin 2024 22h30 (UTC-6) |             |       |        | Stade BBVA, Monterrey | Stade BBVA, Monterrey |

Note : la finale change d'horaire le 7 juin en étant avancée de 23h00 à 22h30.

## Sanctions et discipline
À l'issue du premier tour, Piqué annonce que de potentielles sanctions disciplinaires seront discutées après que plusieurs débordements aient été observés durant les rencontres, notamment l'échauffourée entre Foot2Rue et PIO FC à l'issue de la séance de pénaltys. Le 29 mai, plusieurs sanctions tombent. Alberto Lopo du PIO FC est exclus de la compétition, et son coéquipier José Manuel Fontcuberta écope de 5 matchs de suspension pour avoir agressé physiquement des joueurs adverses. Abdel Mahmoud de Foot2Rue est suspendu 2 matchs pour avoir réalisé des gestes "provocateurs" envers la présidente du PIO FC (accusations contestées, voir la section Accusations de favoritisme pour les équipes hispaniques).
Les deux équipes reçoivent aussi des pénalités pour leur prochain match: à partir de la 5ème minute de jeu, l'équipe devra jouer avec un joueur en moins, équivalent à une exclusion temporaire. PIO FC et Foot2Rue sont sanctionnées respectivement de 5 et 2 minutes d'exclusion temporaire. 
West Santos est aussi sanctionnée d'une exclusion temporaire d'un joueur pendant 3 minutes, pour des propos irrespectueux envers les fans de la part de son président Westcol. David Barral, joueur de 1K FC, est suspendu 5 matchs, et son équipe reçoit une exclusion temporaire d'un joueur de 5 minutes, pour avoir insulté un responsable de la compétition. L'équipe Aniquiladores FC est aussi sanctionnée de l'exclusion temporaire pendant 3 minutes car son président, Juan Guarnizo, a insulté David Barral. Pol Font, l'entraîneur de Real Titán, est suspendu 3 matchs et son équipe jouera avec un joueur de moins pendant 3 minutes, lui aussi pour cause d'insultes.[réf. nécessaire]

## Controverses et polémiques

### Imbroglio autour de la présence d'Adil Rami
Le 24 mai 2024, AmineMaTue publie sur les réseaux sociaux une vidéo de présentation de son équipe Foot2Rue. Cette vidéo contient une liste des joueurs sélectionnés, dévoilant ainsi le troisième joueur invité, le champion du monde français Adil Rami,. Cependant le 26 mai, Piqué déclare « Nous avons dû démentir parce que, comme je l'ai dit, les équipes sont clôturées depuis le 16 (mai) »,, signifiant que Rami ne serai pas autorisé à jouer.

À la suite de cela, Amine accuse les équipes espagnoles d'avoir fait pression sur Piqué pour annuler la présence d'Adil Rami et explique qu'il aurait aimé bénéficier d'une souplesse à propos de la date limite d'enregistrement des joueurs, pour compenser des retards causés par des problèmes dans l'organisation. Il dira « […] j'en veux […] aux autres équipes qui sont venues pleurer », visant directement les Espagnols et plus particulièrement Ibai. Ce dernier lui rétorquera au cours d'un live sur Twitch « Pourquoi tu ne dis pas la vérité ? Parce que tu es un menteur ? Qui s'est plaint ? ».

L'équipe Foot2Rue n'est par conséquent composée uniquement de 12 joueurs pour la compétition.

### Accusations de favoritisme pour les équipes hispaniques
Au cours de la compétition, plusieurs évènements ont provoqués la colère de certaines équipes, ainsi que des soupçons de favoritismes vis-à-vis des équipes espagnoles et sud-américaines.
À l'issue du premier tour, et de l'altercation en fin de match entre les français de Foot2Rue et les espagnols de PIO FC, plusieurs sanctions tombent, dont une visant un membre du staff français, accusé d'avoir réalisé des gestes obscènes envers la streameuse espagnole. Ceci est rapidement démenti par AmineMaTue, expliquant qu'il s'agissait d'une célébration mimant un clown, comme ont pu le faire Neymar ou Vinícius Júnior au cours de leurs carrières. Il explique aussi qu'aucune vidéo n'est en mesure de prouver les accusations faites, et qu'il s'agit d'une sanction "politique", pour contrebalancer la sanction envers l'équipe de PIO FC (pour agression physique envers un joueur de Foot2Rue, cette fois-ci filmée). AmineMaTue explique d'ailleurs qu'il existe une conversation WhatsApp entre les présidents des équipes hispaniques, conversation via laquelle ils font pression sur l'organisateur du tournoi.

Durant le second tour, l'arbitrage est de nouveau douteux, que ce soit envers l'équipe française ou envers l'équipe belge de Deptostra FC. La rencontre Deptostra FC et PIO FC voit un pénalty non-sifflé pour les belges, pour une obstruction nette sur Eden Hazard dans la surface, ainsi qu'une touche donnée à PIO FC alors que les espagnols sortent la balle du terrain. Même si cette dernière peut sembler insignifiante, elle aurait pu, alors qu'il ne restait quelques secondes, permettre aux belges de revenir au score. Amine, qui commentait le match, s'exclame après cela: « Hé ça y est, je le dis, c'est de la triche. Il y a de la triche. C'est bon, il y a de la triche. Moi, je le dis, c'est n'importe quoi. Ça ne va que dans le sens des Hispaniques. ». L'équipe de Deptostra FC fera un communiqué officiel après son élimination, exprimant sa frustration envers l'arbitrage,:

« Nous pourrions montrer plus de 10 actions où les arbitres ont pris des décisions absurdes. Mais nous ne mettrons pas plus d'énergie là-dedans. Nous allons nous concentrer sur nous-mêmes. Nous avons fait ce que nous pouvions. Nous savons tous ce qui s'est passé aujourd'hui. C'est une honte. Il est temps pour un nouveau chapitre. Nous vous aimons tous et nous serons toujours debout pour le respect et le fair-play. »

— Communiqué du Deptostra FC après leur élimination de la compétition
Après la compétition, Lillo Guarneri, joueur du Deptostra FC, dira à propos de l'arbitrage de la compétition: « Il suffit de voir les images. L'arbitrage était une cata. À un moment, Eden prend une carte d'exclusion temporaire, mais le timer n'était pas activé par moments… On a vite compris. Ça ne les arrange pas que les autres équipes aillent loin, ils veulent le Mexique et l'Espagne en finale ».
Le 2 juin 2024 se déroule le match de repêchage entre Foot2Rue et les argentins de Muchachos FC. Cette rencontre est de nouveau marquée par de multiples erreurs d'arbitrage, avec plusieurs penaltys non-sifflés pour l'équipe française, et ce malgré l'usage de l'arbitrage vidéo, ainsi qu'une obstruction d'un joueur argentin sur un corner français qui n'est pas sanctionnée. La rencontre se finit sur une égalité et se départage donc aux pénaltys. Après une nouvelle faute non-sifflée sur Amara Fofana, déséquilibré par le gardien lors de sa tentative, l'équipe Foot2Rue se voit éliminée après un penalty argentin tout d'abord refusé puis validé. Le joueur argentin voit sa tentative un premier temps stoppée par Christian Nsapu, gardien de Foot2Rue, et les écrans du stades indiquent une tentative échouée (les écrans deviennent rouges et la lumière s'assombrit dans le stade). Mais alors que tout le monde se prépare à continuer la séance de pénaltys, les 5 secondes pour marquer étant écoulées, le ballon, qui s'était envolé, redescend puis finit sa course dans les filets après plusieurs rebonds. L'arbitre valide alors le pénalty argentin, qualifiant les Muchachos et éliminant l'équipe française,,.
Plusieurs points sont contestés par l'équipe française après cet événement, dont le fait que le ballon ait surement touché soit le toit du hangar, soit l'un des éclairages, la balle ayant eu une trajectoire non conventionnelle lors de sa retombée. Il est aussi critiqué le fait que le buzzer ait retenti, indiquant que le pénalty était non-inscrit, et que la balle entre dans les cages après les 5 secondes autorisées par le règlement. Le staff français tente alors de faire une réclamation, s'entretenant pendant plusieurs dizaines de minutes avec Gerard Piqué. Samir Nasri et AmineMaTue expriment aussi leur frustration face à ce qu'ils considèrent comme un vol.

« On peut perdre mais on se fait baiser de A à Z par l'arbitrage. […] Il ne faut pas abuser non plus. C'est quoi ces règles ? Ce sont des fous ! On ne peut pas accepter ça ! On a raté de nombreuses occasions, d'accord, mais on demande un arbitrage normal ! »

— Samir Nasri, sur le live d'AmineMaTue après la rencontre

« Tout le monde en parle, même les Espagnols qui sont contre nous nous disent "les gars, c'est une honte". Ce qui se passe n'est pas normal, je peux faire quoi de plus ? Je suis allé voir Gerard, je lui ai dit "frérot écoute, fais quelque chose", je ne sais pas ce qu'il va se passer, je vais le revoir après. »

— AmineMaTue, après les discussions avec Gerard Piqué
Ibai Llanos, d'habitude grand rival de la France, validera également l'erreur d'arbitrage: « Le ballon touche le plafond. Vol flagrant. ».

## Autres
En France, les rencontres seront diffusées sur Twitch, intégralement sur la chaîne officielle de la Kings League, ainsi que partiellement sur la chaîne d'AmineMaTue,. Le 23 mai 2024, le Groupe M6 signe un partenariat pour également diffuser la compétion, gratuitement via sa plateforme M6+.

Le 27 mai, le premier match de l'équipe Foot2Rue d'AmineMaTue, diffusé sur sa chaine Twitch, a réuni environ 400 000 personnes, avec un pic à 500 000 spectateurs en simultanées.
Lors de la diffusion de la seconde rencontre de Foot2Rue, le 29 mai, le pic de spectateurs sur la chaîne d'AmineMaTue atteint 540 000 personnes,.